# 玉葉金花佛州節蜱
玉葉金花佛州節蜱（学名：Floracarus parviflorae）为節蜱科佛州節蜱屬下的一个种。